# Othmar Schneider
Othmar Schneider (Lech, 27 agosto 1928 – Götzis, 25 dicembre 2012) è stato uno sciatore alpino, dirigente sportivo, tiratore a segno e allenatore di tiro a segno austriaco, campione olimpico e iridato nello slalom speciale a Oslo 1952.

## Biografia

### Carriera nello sci

#### Stagioni 1947-1950
Sciatore polivalente, Othmar Schneider debuttò in campo internazionale in occasione del trofeo Arlberg-Kandahar 1947 (Mürren, 15-16 marzo), dove non completò la discesa libera, e nel 1949 si classificò 3º nella discesa libera e nello slalom speciale e 2º nella combinata del trofeo Westen Pokal (Lech, 8-9 gennaio).
Nel 1950 vinse lo slalom speciale e si piazzò 2º nella discesa libera nella Semaine internationale de ski du Mont Blanc (Bossons/Chamonix/Megève, 31 gennaio-4 febbraio), fu 2º nella combinata dell'Arlberg-Kandahar (Mürren, 10-12 marzo), 2º nella discesa libera e nella combinata del trofeo Tre Funivie (Sestriere, 17-19 marzo), 3º nello slalom gigante e 2º nello slalom speciale e nella combinata del Gran Prix de Nice (Auron, 24-26 marzo) e 2º nello slalom gigante di Zürs (2 aprile).

#### Stagioni 1951-1952
Nel 1951 conquistò la discesa libera e la combinata del trofeo del Lauberhorn (Wengen, 13-14 gennaio), lo slalom speciale della Semaine internationale de ski du Mont Blanc (Megève, 31 gennaio-2 febbraio) e lo slalom speciale dell'Arlberg-Kandahar (Sestriere, 8-10 marzo), dove si classificò anche 3º nella discesa libera e 2º nella combinata.
Nel 1952 vinse la discesa libera, lo slalom speciale e la combinata del Westen Pokal (Lech, 5-6 gennaio) e s'impose nuovamente nella discesa libera e nella combinata del Lauberhorn (Wengen, 10-11 gennaio); si piazzò quindi 2º nello slalom speciale di Badgastein (19 gennaio) e partecipò ai VI Giochi olimpici invernali di Oslo 1952 (14-20 febbraio), suo esordio olimpico e iridato, dove vinse la medaglia d'oro nello slalom speciale, quella d'argento nella discesa libera (valide anche ai fini dei Mondiali 1952) e chiuse 3º nella combinata, che quell'anno non assegnò medaglie. Nel prosieguo della stagione fu 2º nella discesa libera e 3º nella combinata dell'Arlberg-Kandahar (Chamonix, 14-16 marzo) e vinse lo slalom speciale e la combinata degli International American Championships (Stowe, 22-23 marzo), dove si classificò anche 3º nella discesa libera.

#### Stagioni 1953-1954
Nel 1953 Schneider gareggiò prevalentemente in Nordamerica: fu 2º nella discesa libera, nello slalom gigante, nello slalom speciale e nella combinata degli International American Championships (Stowe, 6-8 marzo), 2º nella discesa libera e nello slalom speciale della Roch Cup (Aspen, 13-15 marzo) e 2º nello slalom speciale e nella combinata della Harriman Cup (Sun Valley, 22-23 marzo).
Ai Mondiali di Åre 1954 (1-7 marzo) giunse 4º nello slalom gigante, la sola gara alla quale partecipò, e al trofeo Arlberg-Kandahar di quell'anno (Garmisch-Partenkirchen, 12-14 marzo) si classificò 3º nella combinata; nel prosieguo della stagione vinse lo slalom speciale e si piazzò 2º nello slalom gigante del trofeo Silberkugel (Seefeld in Tirol, 18-19 marzo) e s'impose nella  combinata delle Drei-Gipfel-Rennen (Arosa, 27-28 marzo) grazie a un primo e due terzi posti ottenuti nei tre slalom giganti della competizione.

#### Stagioni 1955-1966
Nel 1955 si piazzò 3º nella discesa libera del trofeo Tre Funivie (Sestriere, 20-21 febbraio); l'anno dopo fu 3º nella discesa libera del Lauberhorn (Wengen, 7-8 gennaio 1956) e prese parte ai VI Giochi olimpici invernali di Cortina d'Ampezzo 1956 (26 gennaio-5 febbraio), sua ultima presenza olimpica e iridata, dove si classificò 12º nello slalom speciale (unica gara nella quale prese il via).
Si congedò dall'agonismo al termine di quella stessa stagione 1956 e disputò le sue ultima gare in occasione del Otto Furrer Memorial (Zermatt, 16-18 marzo); dopo il ritiro prese parte al circuito professionistico, lavorò come maestro di sci negli Stati Uniti e dal 1963 gestì una scuola sci a Portillo in Cile: ai Mondiali di Portillo 1966 fu direttore di gara e tracciatore in diverse prove.

### Carriera nel tiro a segno
Accanto alla carriera sciistica Schneider si dedicò anche al tiro a segno, specialità pistola: vinse 17 titoli nazionali austriaci, la medaglia di bronzo nella pistola 50 m a squadre ai Mondiali di Berna 1974 e nella pistola a squadre agli Europei 1975. Non poté partecipare come atleta ai Giochi della XXI Olimpiade di Montréal 1976 a causa dei suoi trascorsi professionistici nello sci alpino, ma nelle vesti di allenatore della nazionale austriaca contribuì al successo di Rudolf Dollinger, vincitore della medaglia di bronzo nella pistola 50 m.

## Palmarès

### Sci alpino

#### Olimpiadi
- 2 medaglie, valide anche ai fini dei Campionati mondiali:
  - 1 oro (slalom speciale a Oslo 1952)
  - 1 argento (discesa libera a Oslo 1952)

#### Classiche
Arlberg-Kandahar
- 1 vittoria (slalom speciale a Sestriere 1951)

Drei-Gipfel-Rennen
- 2 vittorie (slalom gigante, combinata ad Arosa 1954)

Lauberhorn
- 4 vittorie (discesa libera, combinata a Wengen 1951; discesa libera, combinata a Wengen 1952)

Semaine internationale de ski du Mont Blanc
- 1 vittoria (slalom speciale a Megève 1951)

Silberkugel
- 1 vittoria (slalom speciale a Seefeld in Tirol 1954)

Westen Pokal
- 3 vittorie (discesa libera, slalom speciale, combinata a Lech 1952)

### Tiro a segno

#### Mondiali
- 1 medaglia[14]:
  - 1 bronzo (pistola 50 m a squadre a Berna 1974)

#### Europei
- 1 medaglia[14]:
  - 1 bronzo (pistola a squadre nel 1975)

#### Campionati austriaci
- 17 ori (individuali)[14]